# Robert J. Harrison
Robert J. Harrison (né le 19 juin 1960) est un expert en calcul haute performance. Il est professeur au département de mathématiques appliquées et de statistique et directeur fondateur de l'Institute for Advanced Computational Science de l'Université d'État de New York à Stony Brook avec une dotation de 20 millions de dollars.
Grâce à une nomination conjointe avec le Brookhaven National Laboratory, Harrison est également nommé directeur du Computational Science Center et du New York Center for Computational Sciences à Brookhaven.

## Biographie
Il vient à Stony Brook de l'Université du Tennessee et du laboratoire national d'Oak Ridge, où il est directeur du Joint Institute of Computational Science, Professeur de chimie et Corporate Fellow. Il a une carrière prolifique dans le calcul haute performance avec plus d'une centaine de publications sur le sujet, ainsi qu'une participation à des comités consultatifs nationaux.
Il a de nombreuses publications dans des revues à comité de lecture dans les domaines de la chimie théorique et computationnelle et du calcul haute performance. Ses diplômes de premier cycle (1981) et de troisième cycle (1984) sont obtenus à l'Université de Cambridge, en Angleterre. Par la suite, il travaille comme chercheur postdoctoral au Quantum Theory Project, à l'Université de Floride, et au Daresbury Laboratory, en Angleterre, avant de rejoindre l'équipe du groupe de chimie théorique du Laboratoire national d'Argonne en 1988. En 1992, il rejoint le Laboratoire des sciences moléculaires environnementales du Pacific Northwest National Laboratory, menant des recherches en chimie théorique et dirigeant le développement de NWChem, un code de chimie computationnelle pour les ordinateurs massivement parallèles. En août 2002, il devient membre du corps professoral avec UT / ORNL et directeur de JICS en 2011.
En plus de ses recherches DOE Scientific Discovery through Advanced Computing (SciDAC) sur des calculs efficaces et précis sur de grands systèmes, il travaille sur des applications en électronique moléculaire et en chimie à l'échelle nanométrique. En 1999, l'équipe NWChem reçoit un prix R&D Magazine R&D100 en 2002, il reçoit le prix IEEE Computer Society Sidney Fernbach et en 2011 un autre prix R&D Magazine R&D100 pour le développement de MADNESS. En 2015-2016, il copréside avec Bill Gropp le comité des académies nationales des sciences, de l'ingénierie et de la médecine sur les orientations futures de l'infrastructure informatique avancée de la NSF pour soutenir la science américaine en 2017-2020.